# Cochlespira crispulata
Cochlespira crispulata é uma espécie de gastrópode do gênero Cochlespira, pertencente a família Cochlespiridae.